# Augustusburg
Augustusburg (pronunciación en alemán: /aʊ̯ˈɡʊstʊsˌbʊʁk/ⓘ) es un municipio situado en el distrito de Sajonia Central, en el estado federado de Sajonia (Alemania), a una altitud de 500 metros. Su población a finales de 2016 era de unos 4500 habs. y su densidad poblacional, 190 hab/km².